# 凤凰南路站
凤凰南路站是广州地铁18号线北延段（广花城际）正在建设的车站，位于花都区凤凰南路与永利路交叉口。

## 车站结构
凤凰南路站为地下二层岛式车站，全长511米，标准段宽23米。规划设置5个出入口。

## 历史
凤凰南路站于2023年7月完成围护结构施工，2024年4月结构封底；同年7月31日完成主体结构封顶，为北延段首座封顶车站。